# Oedheim
Oedheim – miejscowość i gmina w Niemczech, w kraju związkowym Badenia-Wirtembergia, w rejencji Stuttgart, w regionie Heilbronn-Franken, w powiecie Heilbronn, wchodzi w skład wspólnoty administracyjnej Bad Friedrichshall. Leży nad rzeką Kocher, ok. 15 km na północ od Heilbronn.

## Galeria

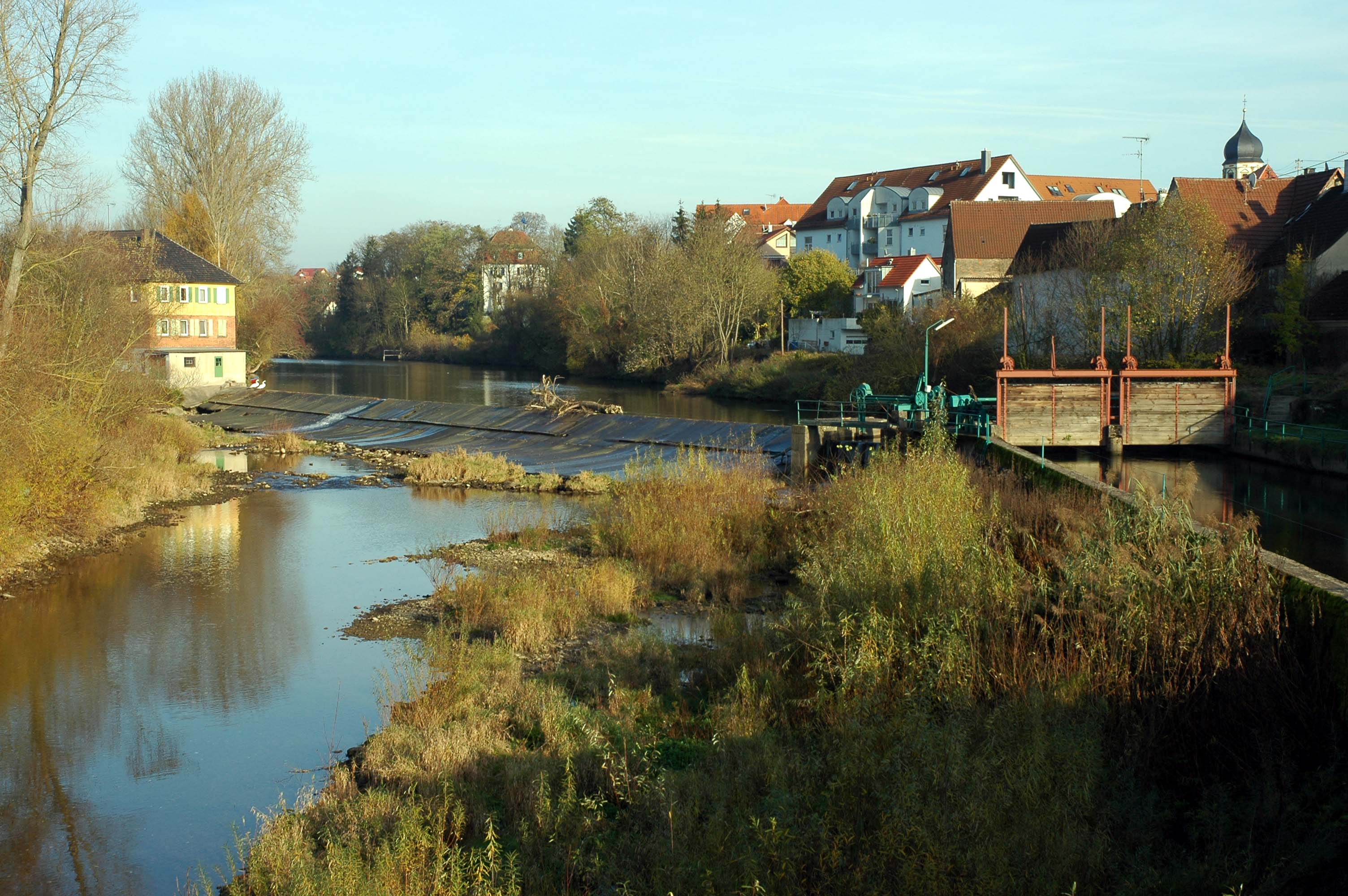
Kocher
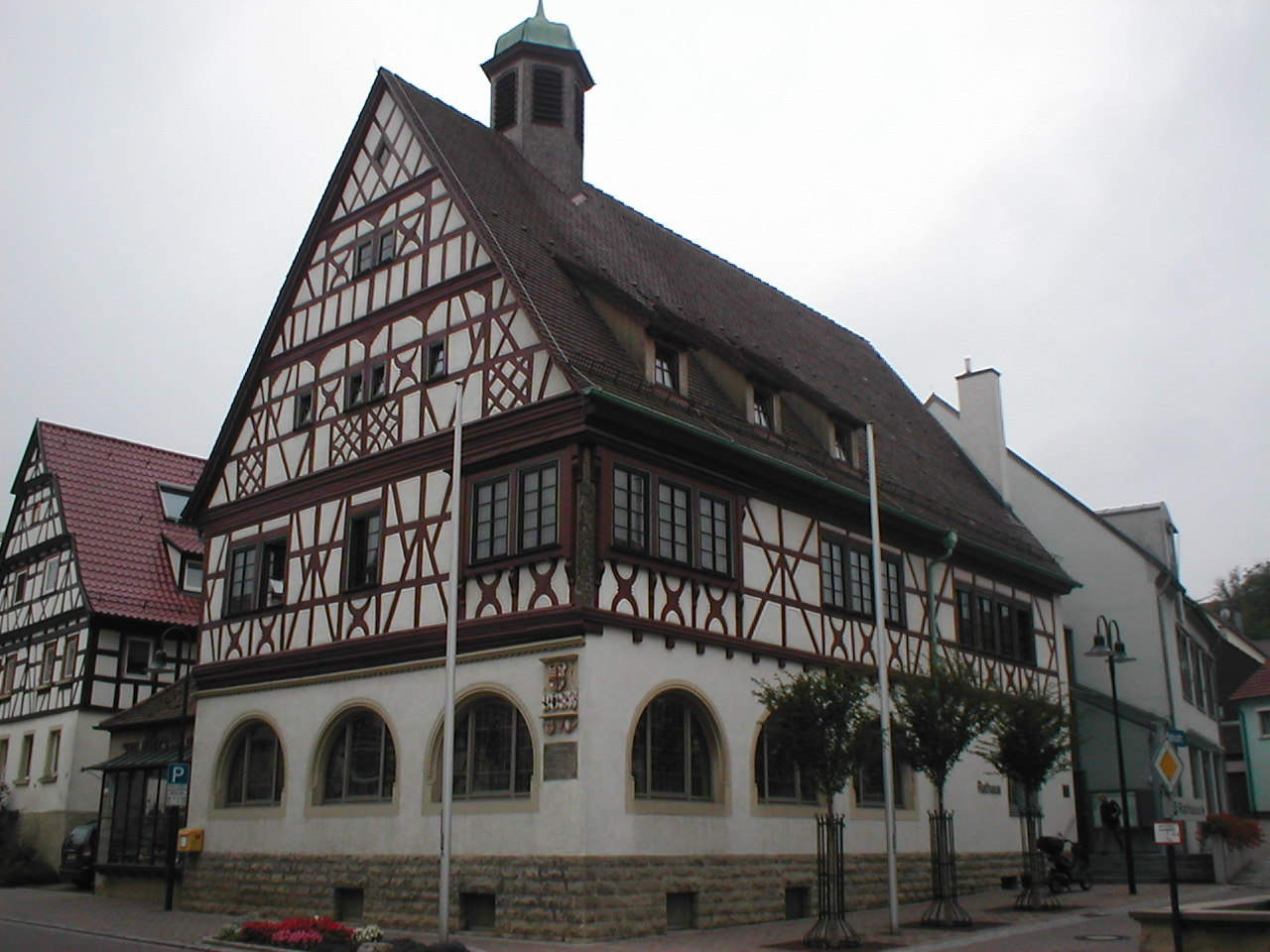
Ratusz
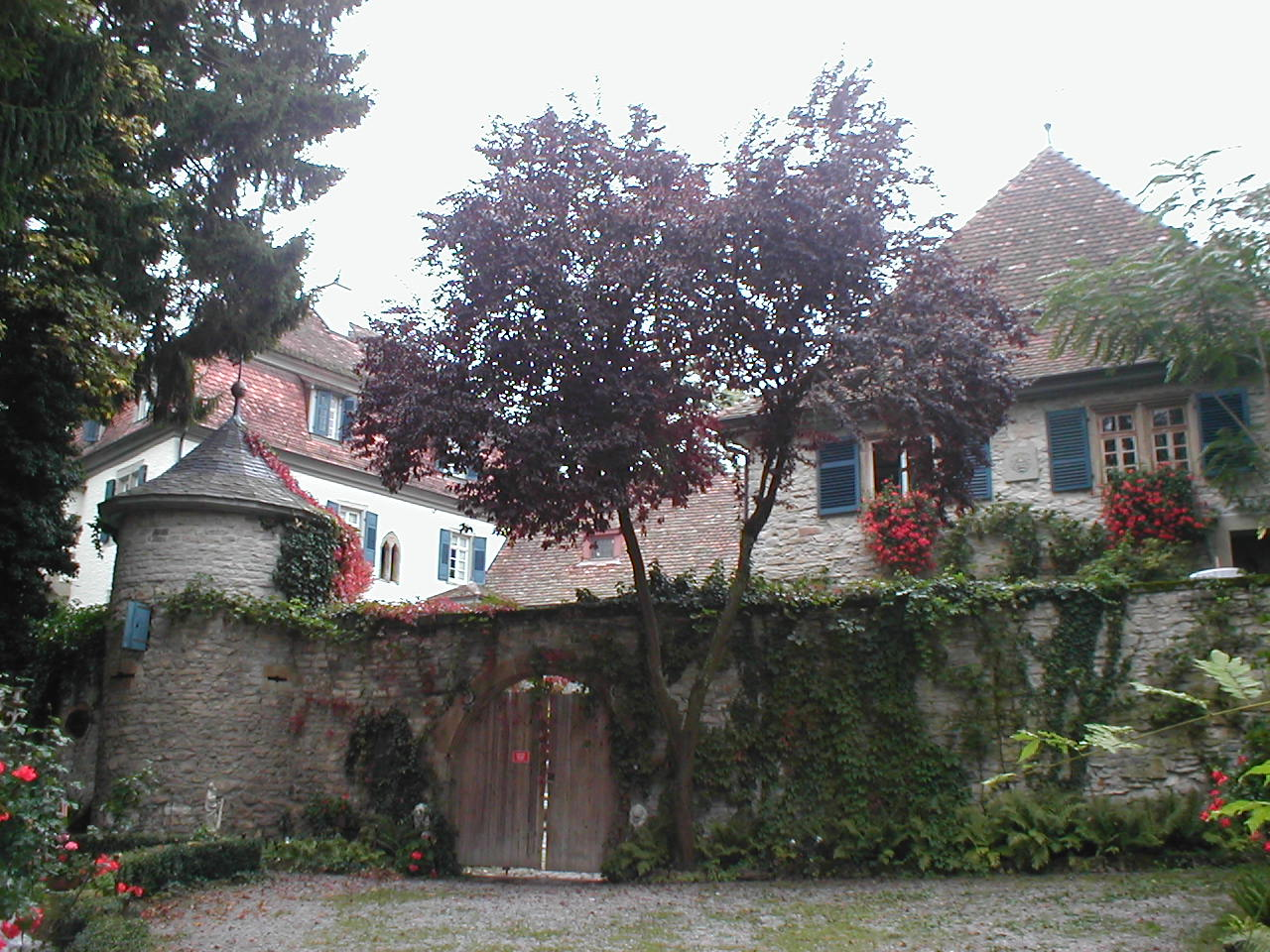
Zamek
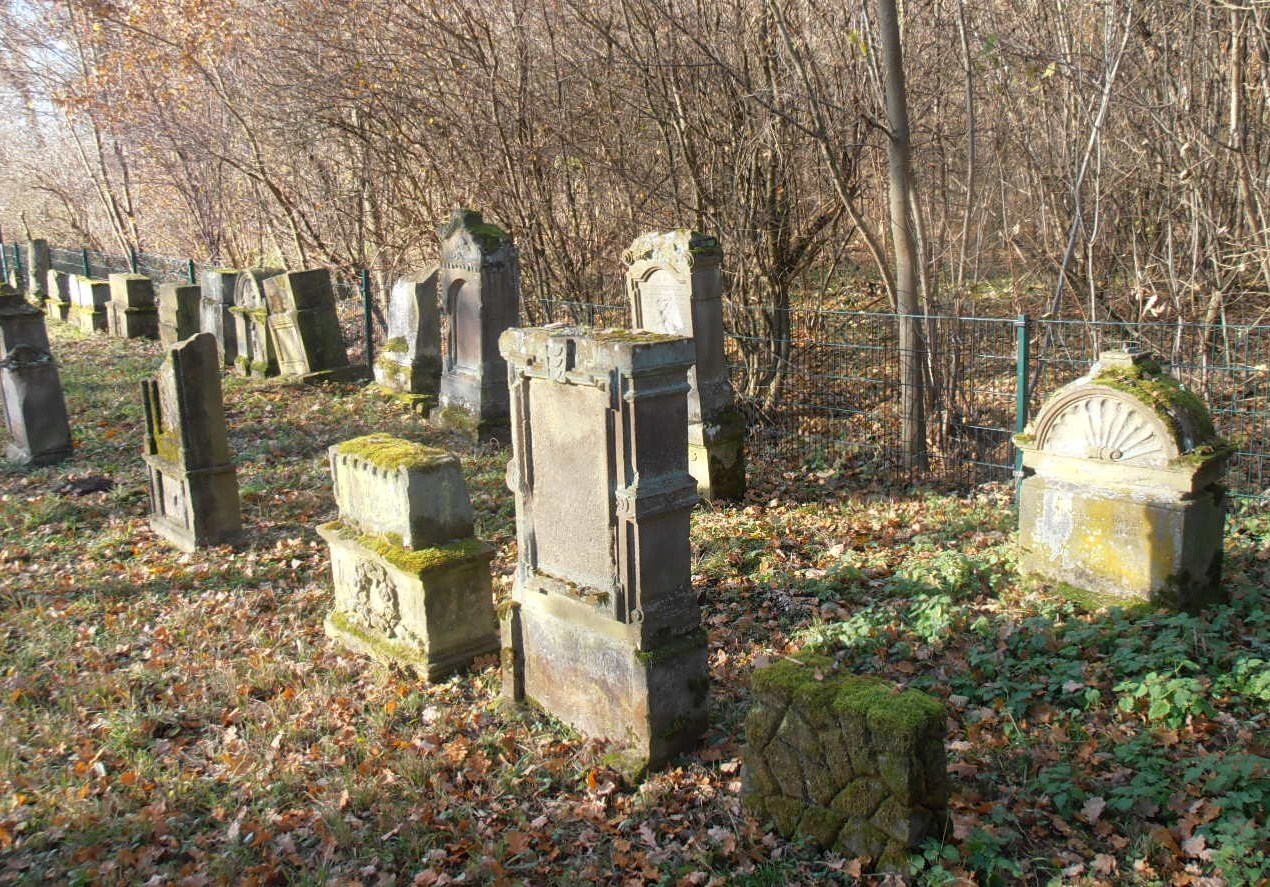
Kirkut